# Cally Stronk

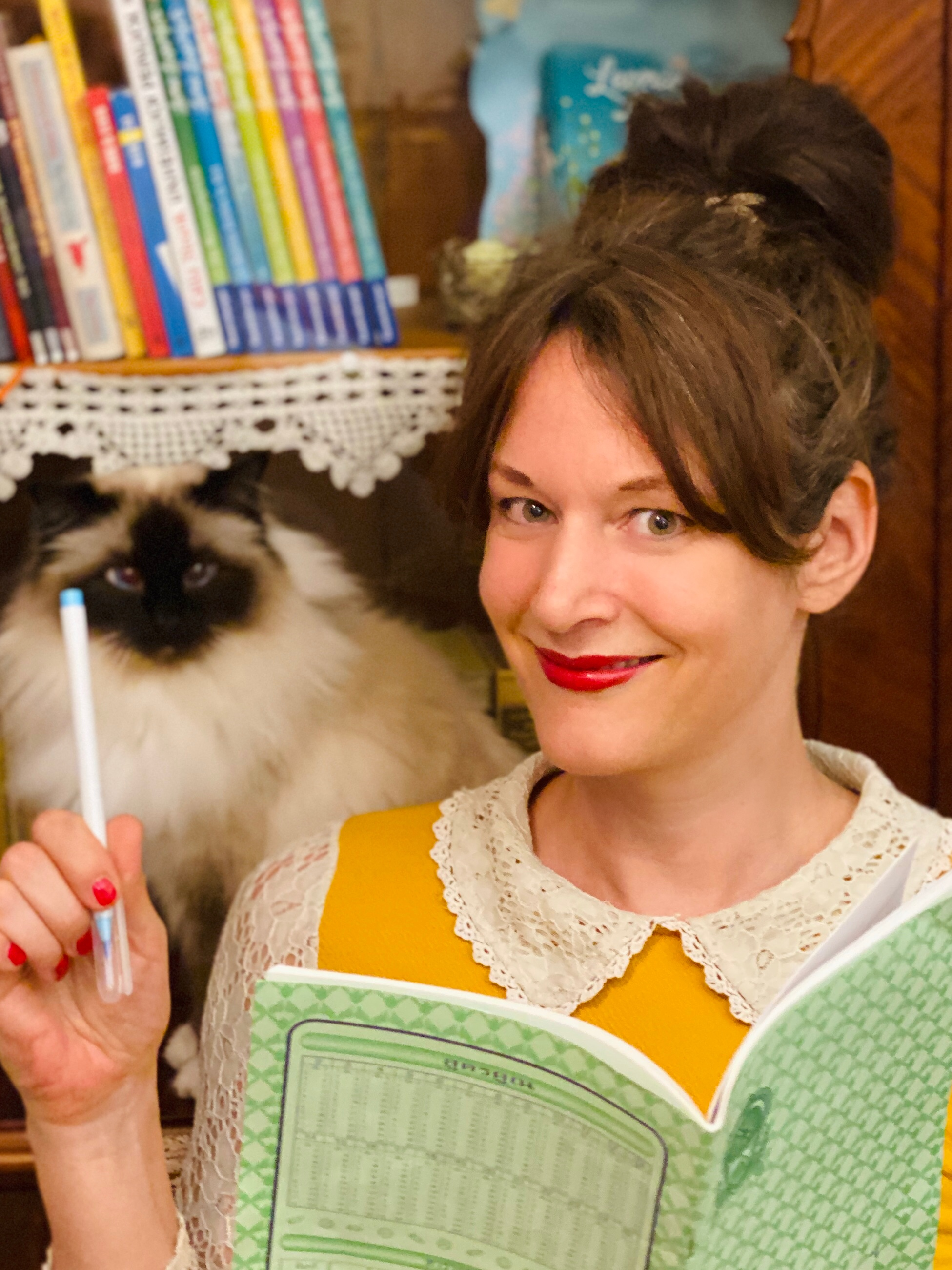
Cally Stronk (2020)

Cally Stronk (* 17. Mai 1977 in Bonn als Carolin Stronk) ist eine deutsche Kinderbuchautorin und Sängerin.

## Leben
Ab dem Alter von 20 Jahren war Cally Stronk Sängerin in verschiedenen Bands. Anfang der 2000er Jahre wurde sie Backgroundsängerin beim Popduo The Twins, wobei das Live-Album Live in Sweden entstand. Bald darauf studierte sie Gesellschafts- und Wirtschaftskommunikation an der Universität der Künste Berlin. Nach ihrem Abschluss als Diplom-Kommunikationswirtin absolvierte Stronk ein Praktikum beim Tulipan Verlag, wo sie die Illustratorin Judith Drews kennenlernte.
Ihre erste Veröffentlichung war 2010 die Werbebroschüre Pino der Pirat braucht Rat für die ITK communications GmbH. 2011 erschien das Büchlein Bosch-Berufe-ABC, das 2012 mit dem if Communication Design Award ausgezeichnet wurde, sowie Stronks erstes Kinderbuch Hatschi über einen kranken Hasen. Von Januar 2011 bis August 2012 war sie Texterin und Konzepterin beim Atelier Flora, einem Kollektiv von Kinderbuchautoren und -illustratoren in Berlin.
Im April 2012 erschien in einer ersten Zusammenarbeit mit Steffen Herzberg das Buch Romy, Julian und der Superverstärker, eine Abenteuergeschichte rund um das Thema Wissenschaft, dem ab Oktober 2013 weitere gemeinsame Veröffentlichungen mit den Bänden zu ihrer populären Reihe Giraffenaffen folgte, die auch als Hörbücher u. a. mit den Stimmen von Stefan Kaminski, Roger Cicero, Heinz Rudolf Kunze und Lena Meyer-Landrut vorgelegt wurden. Die Marke Giraffenaffen wird zudem für eine Musikreihe verwendet, bei der prominente Musiker Kinderlieder interpretieren.
Seit März 2015 moderiert Stronk den YouTube-Kanal Neues aus der Bücherwelt. Sie war von Ende Mai 2017 bis Juni 2022 Beisitzerin im Vorstand des Berliner Landesverbandes (VS Berlin) innerhalb des Verbandes deutscher Schriftstellerinnen und Schriftsteller.
2020 schrieb Stronk in Zusammenarbeit mit Christian Friedrich eine Geschichte für die Reihe Die drei ???, die im September 2020 unter dem Titel Die drei ??? Der verrückte Professor: Ein Auftrag. Ein Rätsel. Deine Mission veröffentlicht wurde.
Sie ist Mitglied bei den Spreeautoren und lebt in Berlin.
Die Kinderbuchautorin war Mitglied der Jury des Casimir-Kinderliteraturpreis 2024.

## Auszeichnungen
- 2012: iF Communication Design Award für Bosch-Berufe-ABC von 2011[7]
- 2013: Shortlist LovelyBooks Leserpreis, Kategorie Kinderbücher: Giraffenaffen – Wir sind da! (Platz 15)[8]
- 2015: Shortlist LovelyBooks Leserpreis, Kategorie Kinderbücher: Die Mafflies – Los geht's! (Platz 13)[9]
- 2019: Preuschhof-Preis für Kinderliteratur für Theo und der Mann im Ohr[10]

## Werke

### Kinder- und Jugendliteratur
- Hatschi. Illustration: Judith Drews. NordSüd Verlag, Zürich 2011
- Berti Bär packt seine Koffer. NordSüd Verlag, Zürich 2012.
- Alles Farbe. Illustration: Judith Drews. Beltz & Gelberg, 2012
- Willkommen im Zoo. Illustration: Judith Drews. Beltz & Gelberg, 2012
- Romy, Julian und der Superverstärker. Mit Steffen Herzberg. Fraunhofer-Gesellschaft, 2012
- Lolli räumt auf. Illustration: Judith Drews. arsEdition, 2012
- Stell die Welt auf den Kopf. Beltz & Gelberg, 2013
- Wir Nestbauer sind schlauer. Atlantis, Orell Füssli, 2013
- Wo steckt Charlie?. Beltz & Gelberg, 2014
- Theo und der Mann im Ohr. Ravensburger, 2018
- 1-2-3-Minutengeschichten Kunterbunte Weihnachten. Mit Christian Friedrich. Ravensburger, 2018
- Die drei ??? Der verrückte Professor: Ein Auftrag. Ein Rätsel. Deine Mission. Mit Christian Friedrich. Franckh-Kosmos Verlag, 2020, ISBN 978-3-440-16288-0
- Kalle Cool und die Sache mit der Freundschaft, Coppenrath, 2020, ISBN 978-3-649-63721-9

#### Reihe: Giraffenaffen zusammen mit Steffen Herzberg
- Wir sind da!, Dressler Verlag, 2013
- Die Schatzsuche, Dressler Verlag, 2013
- Die Mondreise, Dressler Verlag, 2014
- Die Riesenspur, Dressler Verlag, 2014

#### Reihe: Die Mafflies
- Los geht’s!, Dressler Verlag, 2015
- Die Geburtstagsparty, Dressler Verlag, 2016

#### Reihe: Leonie Looping (Illustration: Constanze von Kitzing)
- Das Geheimnis auf dem Balkon, Ravensburger, 2017, ISBN 978-3-473-36510-4
- Das Abenteuer am Waldsee, Ravensburger, 2017, ISBN 978-3-473-36511-1
- Der verrückte Schrumpferbsen-Unfall, Ravensburger, 2017, ISBN 978-3-473-36529-6
- Das Rätsel um die Bienen, Ravensburger, 2018, ISBN 978-3-473-36545-6
- Die verschwundenen Dinge, Ravensburger, 2018, ISBN 978-3-473-36563-0
- Ein elfenstarker Winter, Ravensburger, 2018, ISBN 978-3-473-36564-7
- Kleine Robbe in Not, Ravensburger, 2019, ISBN 978-3-473-36128-1
- Die Waldolympiade, Ravensburger, 2020, ISBN 978-3-473-36583-8
- Doppelband der Bände 1 und 2: Die magische Welt von Leonie Looping. Ravensburger, 2022, ISBN 978-3-473-46195-0

#### Reihe: Die Jagd nach dem magischen Detektivkoffer (Illustration: Patrick Fix)
- Die Jagd beginnt!, Ravensburger, 2020, ISBN 978-3-473-36386-5
- Vorsicht, Ganoven!, Ravensburger, 2020, ISBN 978-3-473-36387-2
- Hühnerdieb gesucht, Ravensburger, 2021, ISBN 978-3-473-46036-6
- Achtung, Raubritter!, Ravensburger, 2022, ISBN 978-3-473-46161-5
- Goldraub im Museum, Ravensburger, 2022, ISBN 978-3-473-46177-6
- Schurken in der Schule, Ravensburger, 2023, ISBN 978-3-473-46257-5
- Das verflixt verfluchte Geisterhaus, Ravensburger, 2024, ISBN 978-3-473-46342-8
- Ein Hai im Badesee, Ravensburger, 2025, ISBN 978-3-473-46258-2

#### Reihe: Ruby Black (Illustration: Constanze von Kitzing)
- Unheimlich peinlich – Das Tagebuch der Ruby Black. dtv Verlagsgesellschaft, München 2020, ISBN 978-3-423-76274-8.
- Unheimlich gefährlich – Survivalcamp mit Ruby Black dtv Verlagsgesellschaft, München 2021, ISBN 978-3-423-76341-7.
- Unheimlich unfair – Ruby Black und der Wettkampf der Schulen dtv Verlagsgesellschaft, München 2022, ISBN 978-3-423-76361-5.
- Unheimlich unheimlich – Urlaubschaos mit Ruby Black dtv Verlagsgesellschaft, München 2023, ISBN 978-3-423-76427-8.

#### Reihe: Die Straßengäng (Illustration: Simona M. Ceccarelli)
- Die Straßengäng – Eine Pfote wäscht die andere. Loewe, Bindbach 2024
- Die Straßengäng – Gut getrickst ist halb gewonnen. Loewe,  Bindbach 2025
- Die Straßengäng – Hochmut kommt vor der Falle. Loewe,  Bindbach 2025